# Nancy Croker
Nancy U. Crooker (nacida el 1 de abril de 1944) es una física estadounidense y profesora emérita de física espacial en la Universidad de Boston, Massachusetts.  Ha realizado importantes contribuciones a la comprensión del geomagnetismo en la magnetosfera y la heliosfera de la Tierra, particularmente a través del estudio de los electrones interplanetarios y la reconexión magnética .

## Primeros años y educación
Crooker nació en Chicago en 1944. Su padre, Michael Uss, un lituano que emigró a Estados Unidos cuando era niño, era capataz en los patios de carga del Chicago & Northwestern Railroad, y su madre, Helen Narovec, era ama de casa.Crooker tiene una licenciatura en física de Knox College, Illinois, y una maestría en Meteorología de la Universidad de California, Los Ángeles (UCLA).   En 1972, Crooker obtuvo su doctorado en Ciencias Atmosféricas, también por la UCLA, con su tesis doctoral titulada " La perturbación asimétrica de bajas latitudes en el campo geomagnético ". 

## Carrera
Crooker ha publicado 207 artículos revisados por pares (al 8 de octubre de 2019)  sobre una variedad de temas dentro de la física espacial. Su carrera inicial fue como investigadora postdoctoral en la Universidad de Cornell y luego en el Instituto de Tecnología de Massachusetts en la década de 1970. Allí, junto con Joan Feynman en su artículo fundamental en Nature,  fue una de las primeras físicas en utilizar datos geomagnéticos como forma de reconstruir la actividad solar antes de la era espacial.  Luego, Crooker desarrolló el concepto de fusión antiparalela de líneas de campo magnético en la magnetosfera de la Tierra publicado en Journal of Geophysical Research en 1979. 
En 1990, regresó a UCLA como profesora adjunta antes de hacer su traslado final a la Universidad de Boston como profesora investigadora en 1994.  Por esta época, Crooker cambió el enfoque de la magnetosfera a la heliosfera, en particular las manifestaciones interplanetarias de las eyecciones de masa coronal . En 1997 coeditó una monografía sobre eyecciones de masa coronal .  En 2002, acuñó el término "reconexión de intercambio" para describir el proceso dinámico mediante el cual el flujo magnético heliosférico introducido por las eyecciones de masa coronal se elimina posteriormente,   un término que ha sido ampliamente adoptado en el campo.Crooker fue presidente de la Sección de Aeronomía y Física Espacial de la Unión Geofísica Estadounidense (AGU) de 2004 a 2006.   Es miembro de la Unión Geofísica Estadounidense,  donde el programa de becas reconoce a los miembros de la AGU que han hecho contribuciones excepcionales a las ciencias de la Tierra y el espacio a través de un gran avance, descubrimiento o innovación en su campo.  También recibió el prestigioso premio Eugene Parker Lecture de la AGU en 2013, siendo solo la tercera mujer en hacerlo. Ha trabajado estrechamente durante décadas con varios otros físicos espaciales destacados, incluidos John T. Gosling, Marcia Neugebauer, Mike Lockwood, Chris Russell y Thomas Zurbuchen . 

## Ciudadanía científica
Crooker ha formado parte de numerosos comités, paneles y grupos de trabajo a lo largo de su carrera, entre ellos:
- Grupo de trabajo de revisión del programa de becarios de la AGU (2015) [13] [14]
- Miembro fundador de la nueva junta ejecutiva de la Unión Geofísica Estadounidense (2010) [15]
- Miembro del panel de medios de comunicación de la nave espacial Ulysses de la NASA (2008) [16]
- Líder del grupo de trabajo, taller del Instituto Internacional de Ciencias Espaciales (ISSI) sobre regiones de interacción corotativas (1998) [17]
- Entrevistado por CNN sobre tormentas solares (1997) [18]
- Presidente del Comité de Premios AGU para la Sección de Relaciones Solar-Planetas (1988-1990) [19]

## Premios y honores
- La Conferencia Eugene Parker se presenta dos de cada tres años a un científico espacial que haya hecho contribuciones significativas a los campos de la ciencia solar y heliosférica por parte de la Unión Geofísica Estadounidense.  Crooker recibió este honor en 2013.
- Presidente de la Sección de Física y Aeronomía Espacial de la AGU (2004 a 2006)
- Miembro del Comité Directivo del Medio Ambiente Solar Heliosférico e Interplanetario (SHINE) (1995-2002) [20]
- Secretario de Heliosfera Solar para la Sección de Aeronomía y Física Espacial de AGU (2000-2002)
- Miembro de la Unión Geofísica Estadounidense (2000) [21]
- Miembro del Grupo de Trabajo de Operaciones de Gestión Magnetosférica de la NASA (1995-6) [22]
- Mención del editor por excelencia en arbitraje para el Journal of Geophysical Research (1993) [23] y Geophysical Research Letters (1996) [24]